# Jan Pieterszoon Reus
Jan Pieterszoon Reus (Rotterdam, omstreeks 1580 – ?) was een van de zeelieden die meevoer in een vloot onder leiding van Cornelis Reijersen die in 1622 opdracht had gekregen om de handel met China uit te breiden. Ook schipper Willem IJsbrantsz. Bontekoe uit Hoorn maakte met het schip Groningen deel uit van de vloot. Jan Pieterszoon Reus was schipper van het jacht Kleine Erasmus van de VOC-kamer Rotterdam, dat samen met vier andere schepen onder commandeur Christiaan Francx in juni 1623 vanuit Batavia de vloot van Reijersen, die zich toen ophield in de Pescadores, kwam versterken. Francx ging in oktober met de jachten Muyden en Kleine Erasmus naar Amoy om te onderhandelen met de Chinese autoriteiten maar werd toen hij met enkele metgezellen aan wal was gegaan gevangen genomen en meegevoerd naar Peking. De Muyden werd met branders in brand gestoken. Reus wist met de Kleine Erasmus te ontkomen. In augustus 1624 ging hij deel uitmaken van de vlootraad, samen met Reijersen, zijn opvolger Martinus Sonck en twee opperkooplieden. Reus werd ook benoemd tot equipagemeester: 'Mede alsoo het noodich is dat tot assistentie van den Heer Martinus Sonck een bequaem ende ervaren persoon aengenomen werde, om als equipagemeester gebruyckt te worden, wort bij den raet aengenomen Jan Pietersz Reus, schipper opt jacht Erasmus, om voor equipagemeester sijn verbonden tijt uyt te dienen'.
De zoon van Jan Pieterszoon Reus, Jacob Janszoon Reus (Grootebroek, onbekend - Lowestoft 1665), kwam op 13 juni 1665 als kapitein van het schip Maarsseveen van de VOC-kamer Amsterdam voor de kust van Lowestoft om tijdens een zeeslag tussen tussen de oorlogsvloten van de Republiek der Zeven Verenigde Nederlanden en Engeland: de Zeeslag bij Lowestoft.
Begin 2021 ontdekte voormalig profvoetballer Ronald de Boer in het tv-programma Verborgen verleden dat beide kapiteins voorvaderen van hem zijn.